# União das Escolas de Samba e Blocos de Enredo do Distrito Federal
A União das Escolas de Samba e Blocos de Enredo do Distrito Federal (Uniesbe) é a entidade responsável pelo carnaval de Brasília.
A antiga foi criada em 2003, como uma espécie de dissidência da LIESB. Posteriormente, atolada em dívidas, a LIESB deixou de existir, de modo que para que as escolas, para que pudessem continuar a receber patrocínio do Governo do Distrito Federal, tiveram que se filiar à UNIESB.
A entidade foi responsável por implantar no Carnaval a regra de que apenas uma entidade por cidade poderia competir, como forma de evitar que fossem criadas inúmeras escolas fantasmas, com fins lucrativos e que deixassem dívidas. No entanto, essa foi uma decisão um tanto criticada, uma vez que deixou o tradicional bloco Cacique do Cruzeiro de fora do Carnaval.
Também como medida protetiva, criou-se a obrigatoriedade de que novas agremiações desfilassem durante os três primeiros anos sem receber verbas oficiais.
Em 2010, uma sentença judicial declarou a UNIESB como sucessora da LIESB.